# 伦敦六国会议
伦敦六国会议是指1948年2月至6月在伦敦召开的美、英、法、比、荷、卢六国外长会议。会议通过了“伦敦建议”，目的是在德国西部的美、英、法的占领区上建立德国联邦政府，使德国重返国际社会。美英法三国占领区军事总督提出的联邦德国建国的正式文件称为《海伦基姆湖宫文件》（或称《法兰克福文件》）。

## 历史
1947年12月15日美、英、法、苏四国外长会议在德国问题上无果而终。随后1948年2月共产党阵营接管了捷克斯洛伐克。西方阵营为此决定合并三国占领区并建立德国政府。苏联没有被邀请参加伦敦会议。
伦敦六国会议第一次会议从1948年2月23日至3月6日。由于法国和英国在建立“西德”政府的方案上与美国存在严重分歧，暂时休会。由于英法严重通货膨胀，国内发生经济危机，被迫在西德建国方案上妥协，以获得“马歇尔计划”的援助，伦敦六国会议第二次会议从1948年4月20日至6月2日召开。6月7日发表会议公报（亦称“伦敦协定”或“伦敦建议”）。
法国投票赞成合并三个西部占领区，条件是萨尔州在财政上与法国合并，鲁尔区受国际管控。
由于伦敦会议，苏联结束了其在盟国管制理事会中的存在。
1948年6月18日，美英法三国公布了“关于改革德国货币制度的法令”。苏联得知后，于6月19日提出抗议，苏战区军政长官瓦西里·丹尼洛维奇·索科洛夫斯基元帅发表《告德国民众书》，指责英美法三国欲分裂德国。6月21日，正式在西占区实行货币改革，发行了“B”记德国马克，对苏联占领区实施经济切割。6月22日，苏联占区也实行货币改革，发行新的“D”记号德国马克。6月24日，苏联全面切断西占区与西柏林的水陆交通及货运，只保留往西柏林三条空中走廊，引发柏林危机。